# ميغيل بيسيرا غونزاليس
ميغيل بيسيرا غونزاليس (بالإسبانية: Miguel Becerra)‏ (11 مارس 1979 في المكسيك - ) هو لاعب كرة قدم مكسيكي في مركز حراسة المرمى. لعب مع سانتوس لاغونا ونادي غوادالاخارا ودورادوس سينالوا ونادي كيريتارو.

## روابط خارجية
- ميغيل بيسيرا غونزاليس على موقع قاعدة بيانات كرة القدم.إي يو (الإنجليزية)
- ميغيل بيسيرا غونزاليس على موقع Soccerway.com (الإنجليزية)